# Seiferheld-Haus

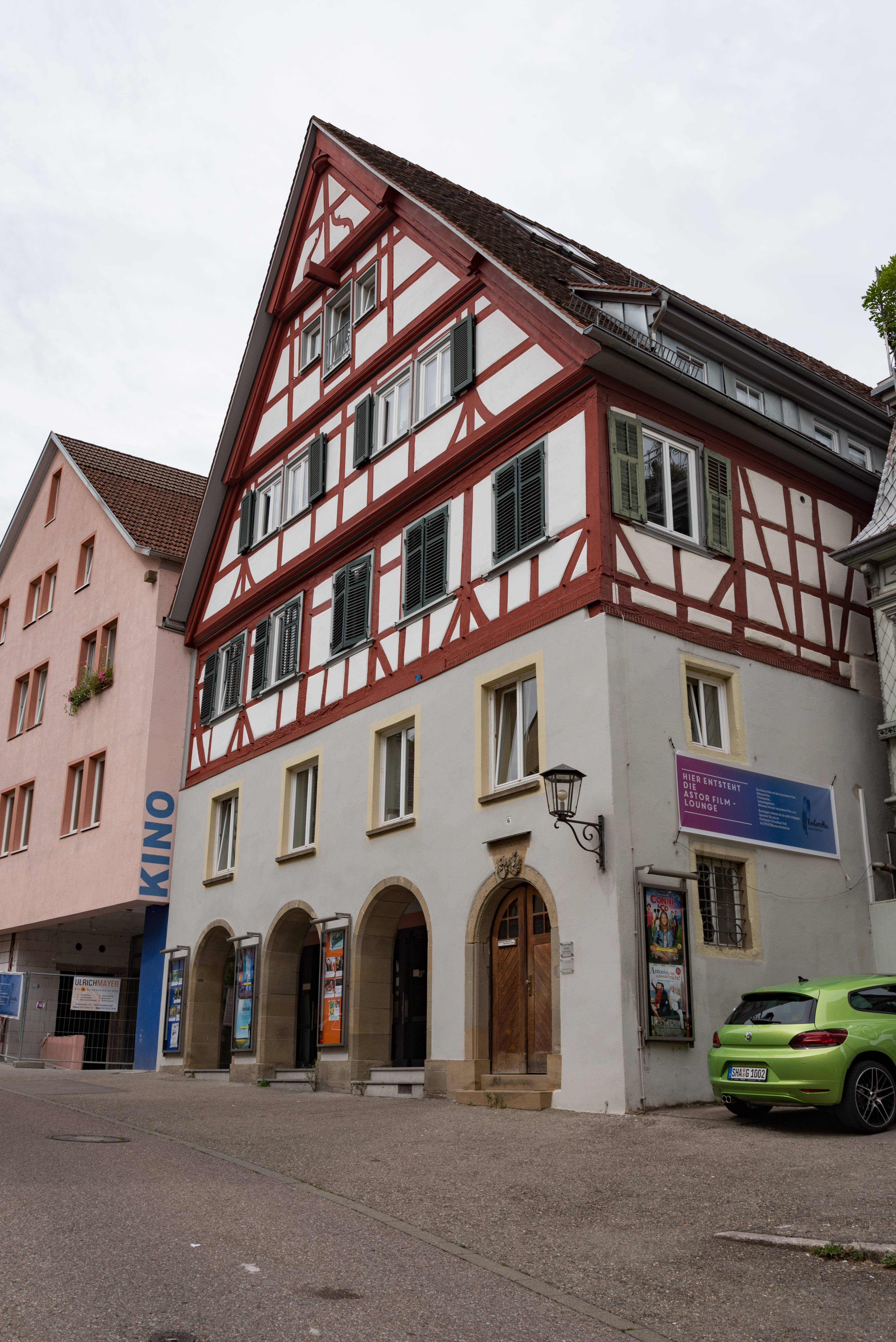
Blick auf die Vorderseite von Osten

Das Seiferheld-Haus in der Zollhüttengasse 6 in Schwäbisch Hall ist ein Wohnhaus aus dem 16. Jahrhundert und ein ehemaliger Pfleghof. Es war zeitweise Standort einer Druckerei und beherbergt heute ein Kino mit vier Sälen.

## Beschreibung
Das dreigeschossige, giebelständige Haus ist das ehemalige Wohnhaus der Familie Seiferheld, die im Jahr 1577 in den Adelsstand erhoben wurde. Georg Seiferheld (1563–1616) war Verwalter des Schönthaler Pfleghofs und seiner Güter im Gebiet der Reichsstadt. Er war mit Maria Müller (1572–1636) verheiratet, der Tochter des Geheimen Rates Georg Müller. Auf dieses Ehepaar weist eine Inschrift hin, die im Keilstein über dem rundbogigen Hauseingang zu lesen ist und unter der sich die Familienwappen befinden: „GEORG SEIFERHELDT BIN ICH GENANDT IM SCHONTLER HOFF GAR WEIT BEKANDT IESVS CHRISTVS IST MEIN HEILANDT MARIA MÜLLERIN SEIN  EHLICHE HAVSFRAW“. Über den Wappen sind die drei Buchstaben oder römischen Ziffern V, C und V eingehauen, unter den Wappen die drei Ziffern 1, 6 und 2, was als Jahresangabe 1602 gedeutet wird. Das heraldisch rechte Wappen ist das der Familie Seiferheld oder Seifferheld, das linke das Maria Müllers. Das Wappen der Familie Müller findet sich in Schwäbisch Hall auch an anderen Stellen: In St. Michael etwa auf einer Stiftertafel, ebenso auf einer Stiftertafel des Gymnasiums, ferner auf der Stadtansicht von Hans Schreyer im Haalamt aus dem Jahr 1643. Diese Wappen sind alle gewendet dargestellt. Sie zeigen übereinstimmend einen goldenen, rotgezungten Löwen mit einer Kugel in der Vorderpranke. Diese Kugel hat allerdings bei manchen Darstellungen Merkmale einer Frucht und wird auch in manchen Beschreibungen als Apfel bezeichnet.
Dendrochronologische Untersuchungen von Holzteilen des Hauses haben ergeben, dass diese älter sind als die zitierte Inschrift, die also wohl nur auf einen Umbau hindeutet. Die Holzteile des Hauses stammen aus den Jahren 1545/46.
Das Erdgeschoss und das erste Obergeschoss wurden aus Stein errichtet, der obere Teil in Fachwerkbauweise. Das Schmuckfachwerk ist freigelegt. Das Haus besitzt drei profilierte Vorstöße und eine Aufzugstür mit Aufzugsbalken. 

## Besitzer und Nutzung
Das Haus blieb offenbar drei Generationen lang im Besitz der Familie Seiferheld, als Besitzer sind nach Georg Seiferheld und seiner Frau der Stättmeister Georg Friedrich Seiferheld (1613–1686) und dessen gleichnamiger Sohn, ein Kriegskommissar, belegt. 
1717 gehörte es dem Schreiber Johann Heinrich Döllin, 1759 ging es in die Hände des Rotgerbers Johann Christoph Schloßstein über und 1767 an den privilegierten Buchdrucker Johann Christoph Messerer. Danach war Johann Heinrich Messerer Besitzer des Hauses. Er richtete seine Druckerei darin ein.
1824 war Isaac Henle Besitzer des Hauses, der es 1833 seinem Schwiegersohn Adolf Mirabeau verkaufte. Dieser machte bankrott, weshalb das Gebäude 1846 in die Hände des ehemaligen Ochsenwirtes Josef Groß überging. 1875 übernahmen die Brüder Falk und Wolf Oppenheimer das Haus. Sie waren Viehhändler. 
1898 ging das Haus in den Besitz der Stadtgemeinde Schwäbisch Hall über. In den darauffolgenden Jahren war es offenbar immer an mehrere Parteien vermietet; 1910 gehörte es dem Kaufmann Wilhelm Bayerdörfer, 1920 dem Monteur Friedrich Köngetter (oder Köngeter), aus dessen Nachlass es an den gleichnamigen Sohn überging. 

## Erstes Kino der Stadt
Friedrich Köngetter junior war ebenfalls Monteur, nannte sich aber auch Lichtspielhausbesitzer: Denn 1913 wurde im Seiferheld-Haus das erste fest angesiedelte Kino der Stadt eröffnet. Die beiden Starkstromelektriker Karl Ferdinand Sommer und Friedrich Köngetter richteten den ersten Kinosaal in der Zollhüttengasse 6 ein. Der erste Film, der hier gezeigt wurde, war Der Film von der Königin Luise. Die Schwester Friedrich Köngetters heiratete Friedrich Köhnlein; das Ehepaar betrieb das Kino weiter. 1931 wurde der erste Tonfilm gezeigt. Das Kino ist nach wie vor im Besitz der Familie Köhnlein. Pläne, die Schwäbisch Haller Kinos in ein Kinocenter zu verlegen, wurden verworfen; mittlerweile setzt sich auch die Stadt dafür ein, dass das Lichtspielhaus in der Zollhüttengasse erhalten bleibt.